# استینه لیسه هاتستاد
آستینه لیسه هاتستاد (انگلیسی: Stine Lise Hattestad؛ زادهٔ ۳۰ آوریل ۱۹۶۶) اسکی‌باز نمایشی اهل نروژ بود.